# Bétérou
Bétérou – miasto w Beninie, w departamencie Borgou. Położone jest nad rzeką Ouémé, około 300 km na północ od stolicy kraju, Porto-Novo. W 2013 roku liczyło 17 582 mieszkańców.